# Helios (sonde spatiale)

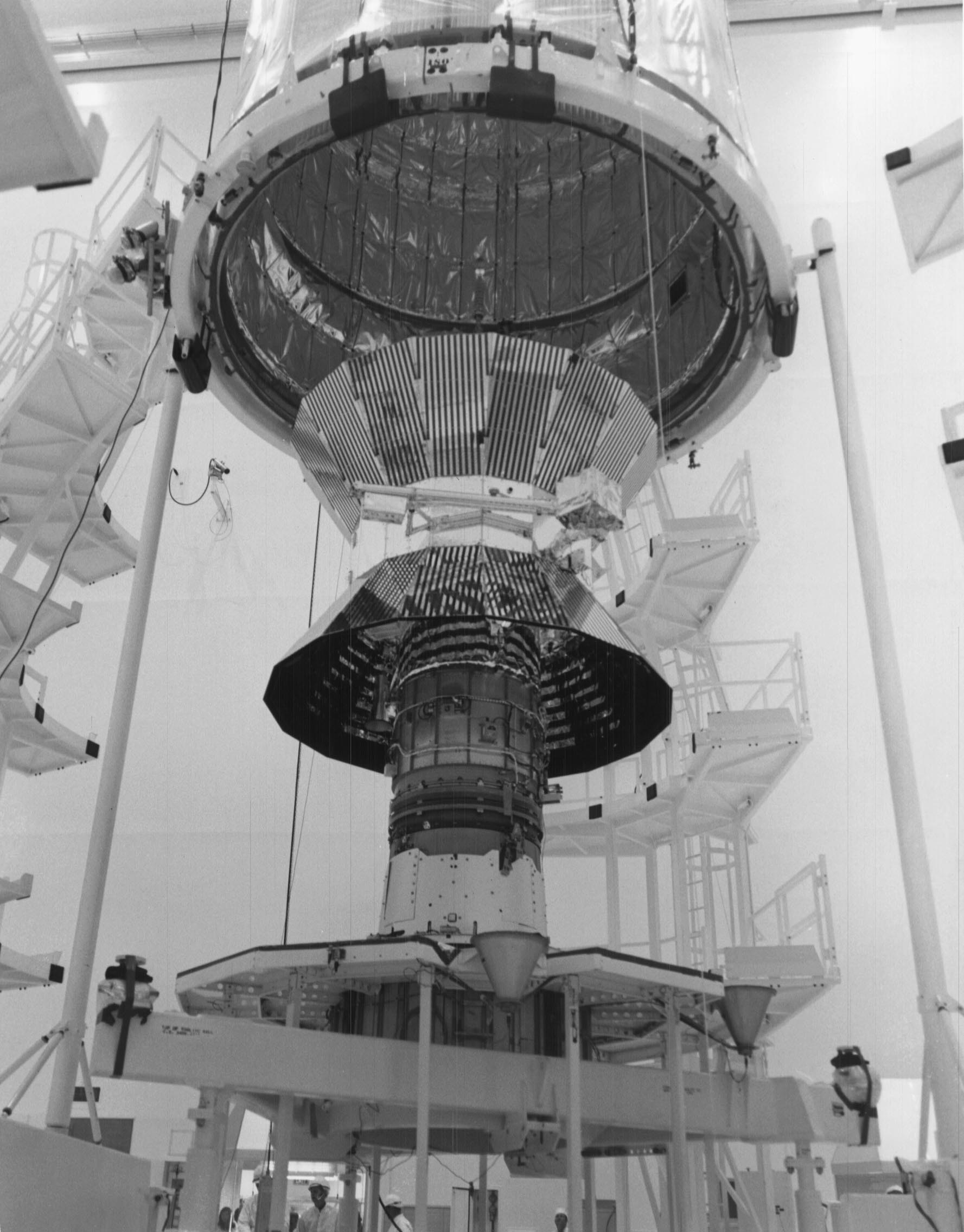
Essai de la coiffe du lanceur réalisé avec un prototype des sondes Helios.

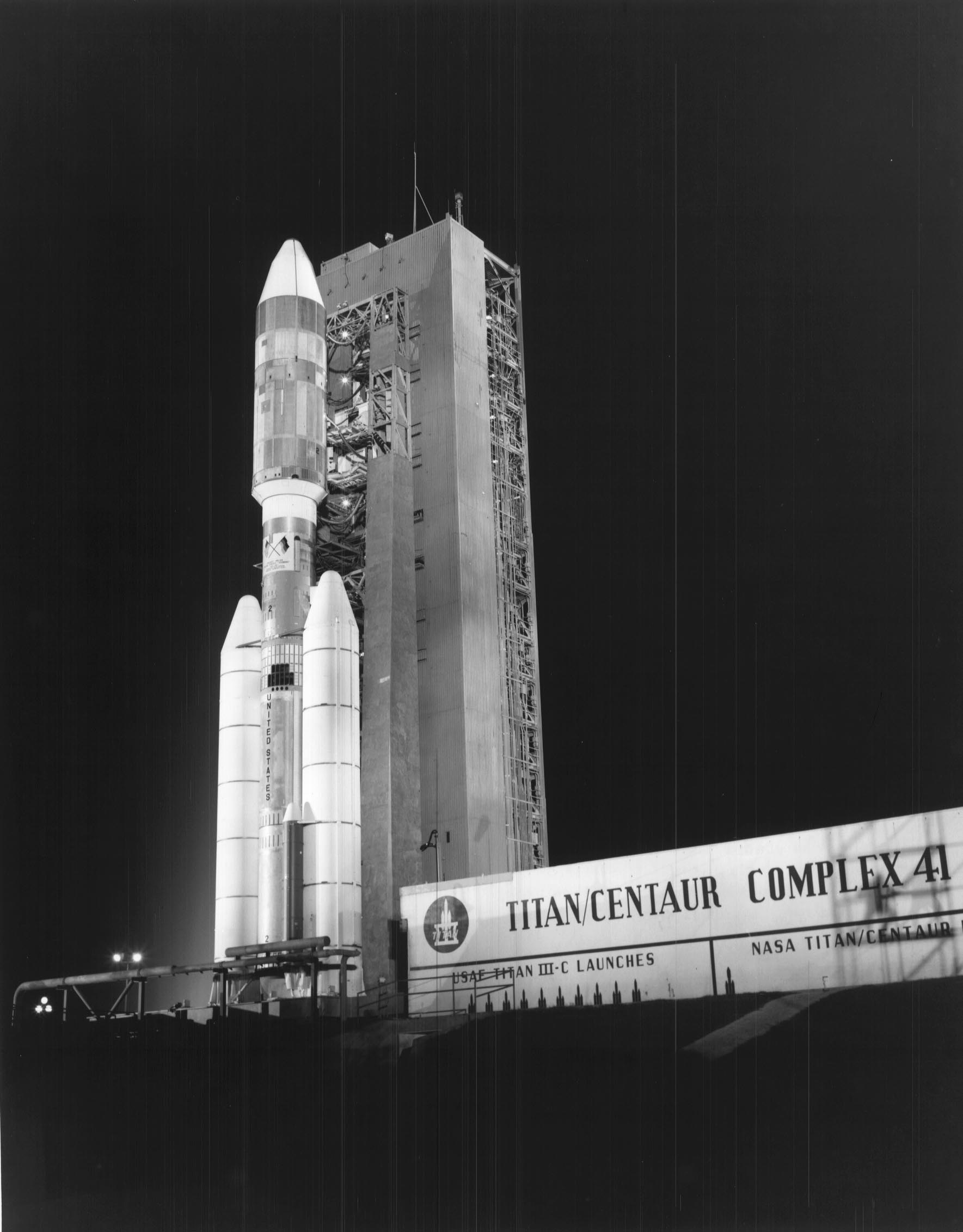
Helios 1 et son lanceur Titan III à Cap Canaveral en 1974.

Pour les articles homonymes, voir Hélios (homonymie).
Helios 1 et Helios 2 sont deux sondes spatiales développées par la république fédérale d'Allemagne avec une participation importante de la NASA et lancées en 1974 et 1976. Placées en orbite autour du Soleil, les deux sondes ont étudié durant plus de 10 ans à l'aide de leurs 10 instruments les manifestations de l'astre durant un cycle solaire complet, les caractéristiques du milieu interplanétaire telles que le champ magnétique, le vent solaire, les rayons cosmiques et la poussière interplanétaire. Helios est le premier programme interplanétaire d'une nation européenne et constitue une réussite à la fois technique et scientifique.

## Contexte
À la fin des années 1965, la NASA et le Département d'État américain lancent un programme baptisé Advanced Cooperation Project dont l'objectif est d'accroitre le niveau de coopération scientifique et technologique avec les pays d'Europe occidentale. La NASA propose notamment d'apporter son expertise pour la réalisation d'une sonde spatiale destinée à étudier soit Jupiter soit le Soleil, qui serait lancée par une fusée américaine et qui serait suivie par le réseau Deep Space Network de l'agence spatiale américaine. La proposition est accueillie favorablement par l'Italie et l'Allemagne mais la France repousse l'offre tandis que le Royaume-Uni la décline pour des raisons financières. Compte tenu de ces réactions mitigées, la NASA décide à l'automne 1966 de transformer sa proposition initiale en projet bilatéral avec l'Allemagne.
Il apparait rapidement que les techniciens allemands ne disposent pas à l'époque de l'expertise nécessaire pour développer une mission vers Jupiter. Les deux partenaires choisissent de développer une mission d'étude du Soleil par une sonde spatiale qui, soit passe à faible distance de l'astre, soit est placée sur une orbite faisant un angle important avec le plan écliptique. L'objectif fixé à la mission est l'étude du Soleil, de ses différentes manifestations et du milieu interplanétaire situé à proximité de l'astre. Deux sondes spatiales sont prévues dont la construction est confiée à la société allemande MBB. L'Allemagne doit également réaliser un centre d'opérations dédié au contrôle des sondes et à la gestion des données scientifiques collectées. L'instrumentation scientifique est fournie en majorité (7 instruments sur 10) par des instituts de recherche allemands. Le projet est formalisé en juin 1969 par un protocole d'accord dans lequel il est stipulé que la participation financière de l'Allemagne est de 180 millions $ pour un coût total de 267 millions $. La contribution américaine qui se monte à 87 millions $ correspond à la fourniture des lanceurs (60 millions $), le développement de trois instruments scientifiques et l'utilisation du réseau Deep Space Network. L'accord comprend également le développement d'un petit satellite d'aéronomie,
,.

## Conception de la mission
L'équipe de conception germano-américaine opte pour une orbite d'environ 180 jours située dans le plan écliptique qui doit faire passer la sonde à seulement 0,3 unité astronomique du Soleil. La durée nominale de la mission est fixée à 18 mois de manière que la sonde puisse parcourir 3 orbites complètes donnant lieu à 7 conjonctions ; ces dernières placent les instruments dans une position particulièrement favorable pour étudier la couronne solaire. Plusieurs configurations sont étudiées pour l'orientation de la sonde : stabilisation 3 axes, sonde spinnée ou engin hybride. Le choix d'une sonde spinnée est retenu. Durant le développement de la mission, un seul changement majeur a lieu. Initialement les deux sondes doivent être lancées par une fusée Atlas Centaur. À l'époque les sondes Viking vers Mars sont également en cours de développement. Du fait de leur masse, il est nécessaire d'utiliser une nouvelle version du lanceur Titan utilisant un étage supérieur Centaur. La NASA propose à l'Allemagne de lancer également les sondes Helios avec le nouveau lanceur dans le but avoué de valider son fonctionnement avant son utilisation pour les sondes Viking. Ce scénario est retenu car il permet de faire passer la masse de la sonde de 254 kg à 370 kg et donc d'augmenter sensiblement la charge utile. Pour pouvoir placer la sonde sur une orbite suffisamment proche du Soleil, il faut imprimer une vitesse de 14,326 km/s à la sonde : pour y parvenir le lanceur comprend un quatrième étage de type Burner II utilisant un moteur à propergol solide TE-364-4. À la même époque, la forme cylindrique de la sonde est abandonnée pour une forme en bobine qui permet de réduire le flux thermique et donc d'opter éventuellement pour un périgée plus proche du Soleil ; dans les documents de 1970, on évoque un périgée à 0,25 ua qui ne sera finalement pas retenu,,
.
Les sondes sont baptisées Hélios en référence au dieu personnifiant le Soleil dans la mythologie grecque.

## Objectifs
La mission des sondes Helios a pour objectif de mieux comprendre les processus solaires fondamentaux ainsi que les relations entre le Soleil et la Terre en effectuant des mesures du vent solaire, des champs électriques et magnétique, des rayons cosmiques, de la poussière interplanétaire et du disque solaire. De manière détaillée, les instruments des deux sondes doivent :
- mesurer le champ magnétique, la température, la vitesse et la direction du vent solaire ;
- étudier les discontinuités et phénomènes de choc électriques et magnétiques du milieu interplanétaire en observant les particules de vent solaire ;
- étudier les oscillations des ondes radio et du plasma d'électrons dans leur état naturel ;
- mesurer la propagation et le gradient spatial des rayons cosmiques d'origine solaire et galactique ;
- étudier le gradient spatial et la dynamique de la poussière interplanétaire ainsi que la composition chimique des grains de poussière ;
- mesurer le rayonnement X émanant du disque solaire au moyen de compteurs Geiger-Müller ;
- vérifier les effets de la théorie de la Relativité générale sur l'orbite et la propagation des signaux.

## Caractéristiques de la sonde spatiale

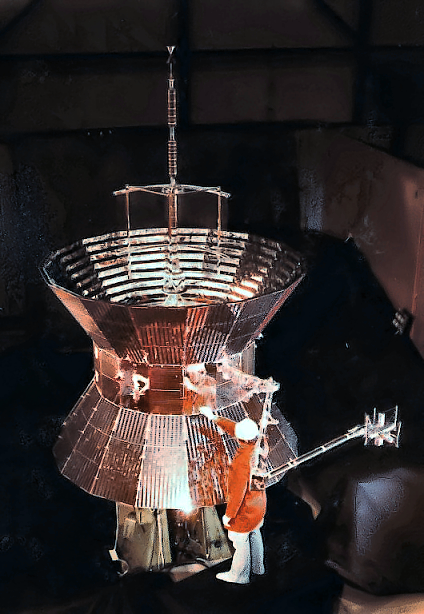
Une sonde Helios subit des tests.

La sonde Helios est un engin spatial stabilisé par rotation et ne disposant d'aucune capacité de manœuvre orbitale. Le système de contrôle thermique a largement contribué à définir son architecture.

### Structure
Les deux sondes Helios ont des caractéristiques identiques à quelques détails près. Les sondes ont une masse totale de 370 kg (Helios 1) et 376,5 kg (Helios 2) ; sur ce total, la charge utile, constituée par 8 instruments scientifiques, représente 73,2 kg (Helios 1) et 76,5 kg (Helios 2). Le corps central est un cylindre à 16 côtés d'un diamètre de 1,75 mètre pour une hauteur de 0,55 mètre. La majorité des équipements ainsi que de l'instrumentation est montée sur ce corps central. Les exceptions sont les mâts et antennes utilisées par les expériences scientifiques et les petits télescopes mesurant la lumière zodiacale qui émergent sous le corps central. Deux panneaux solaires en forme de cône prolongent le cylindre au-dessus et au-dessous donnant à l'ensemble l'apparence d'une bobine de fil. La sonde avant déploiement en orbite est haute de 2,12 mètres et atteint un diamètre maximal de 2,77 mètres. Une fois en orbite, une antenne de télécommunications se déploie au sommet de la sonde et porte la hauteur totale à 4,20 mètres. Sont également déployés en orbite deux bômes rigides portant les capteurs des magnétomètres et attachés de part et d'autre du corps central ainsi que deux antennes souples utilisées pour la détection des ondes radio perpendiculaires aux précédentes et ayant une longueur de 32 mètres de bout en bout,.

### Énergie
L'énergie électrique est fournie par les cellules solaires fixées sur les deux troncs de cône. Pour maintenir, à proximité du Soleil, les panneaux solaires à une température inférieure à 165 °C, les cellules solaires sont intercalées avec des miroirs qui couvrent 50 % de la surface et renvoient les rayons incidents tout en dissipant l’excès de chaleur. L'énergie fournie par les panneaux solaires est au minimum de 240 watts lorsque la sonde est sur la partie de son orbite la plus éloignée du Soleil. L'électricité dont la tension est régulée à 28 volts est stockée dans une pile à l'oxyde d'argent de 8 Ah.

### Contrôle thermique
Le défi technique le plus important auquel ont dû faire face les concepteurs de la sonde est la chaleur à laquelle celle-ci est soumise lorsqu'elle se situe près du Soleil. À 0,3 unité astronomique du Soleil, le flux thermique qu'elle subit est de 11 constantes solaires (11 fois la quantité de chaleur reçue au niveau de l'orbite terrestre) soit 22 400 watts par mètre carré exposé. La température peut alors atteindre 370 °C. Les cellules solaires et le compartiment central dans lequel se trouvent les équipements et les instruments scientifiques doivent être maintenus à des températures bien plus faibles. Celle des cellules solaires ne doit pas dépasser 165 °C tandis que le compartiment central doit être maintenu entre −10 °C et +20 °C. Ces contraintes imposent de rejeter 96 % de la chaleur reçue du Soleil. La forme conique des panneaux solaires est une des mesures prises pour réduire le flux thermique. En inclinant les panneaux solaires par rapport aux rayons du Soleil qui arrivent perpendiculairement à l'axe de la sonde, on réfléchit une plus grande partie du rayonnement solaire. Par ailleurs, comme vu plus haut, les panneaux solaires sont recouverts sur 50 % de leur surface de miroirs développés par la NASA baptisés Seconde Surface Mirrors (SSM). Ceux-ci sont réalisés à partir de silicium fondu avec un film en argent sur la face interne qui est lui-même recouvert d'un matériau diélectrique. Les faces latérales du compartiment central sont entièrement recouvertes par ces miroirs. Un matériau isolant recouvre en partie le compartiment central pour assurer une protection supplémentaire. Il est constitué de 18 couches successives de 0,25 mm de Mylar ou de Kapton (selon l'emplacement) isolées les unes des autres par de petits plots en plastique destinés à éviter la formation de ponts thermiques. À côté de ces dispositifs passifs, la sonde utilise un système actif reposant sur un système de persiennes mobiles disposées en étoile qui recouvrent la face inférieure et supérieure du compartiment. L'ouverture de celles-ci est déclenchée individuellement par un ressort bimétallique dont la longueur varie en fonction de la température et entraine l'ouverture ou la fermeture de la persienne. Des résistances sont également utilisées pour maintenir à une température suffisante certains équipements,.

### Système de télécommunications

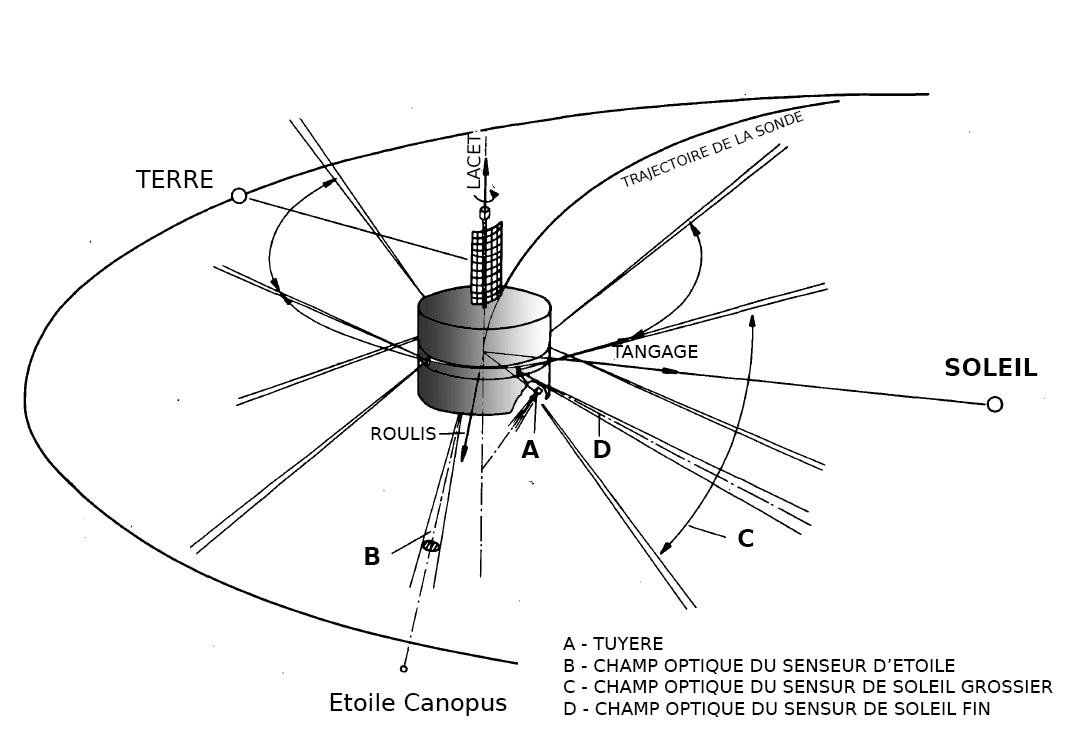
Contrôle d'attitude.

Le système de télécommunications utilise un émetteur-récepteur radio dont la puissance peut être modulée entre 0,5  et   20 watts. Trois antennes sont superposées au sommet de la sonde : une antenne grand gain (23 décibels) émet un pinceau haut de 5,5° de part et d'autre de l'écliptique et de 14° de large, une antenne moyen gain (7,3 db à l'émission et 6,3 db en réception) émet un signal dans toutes les directions du plan de l'écliptique sur une hauteur de 15° et une antenne omnidirectionnelle de type dipôle (0,3 db en émission et -0,8 db en réception). Une antenne cornet à faible gain est située sous la sonde décentrée à cause de l'adaptateur qui fixe la sonde sur son lanceur. Avec l'antenne omnidirectionnelle, elle permet d'assurer une couverture à 360°. Pour pouvoir être pointée en permanence vers la Terre, l'antenne grand gain est maintenue en rotation par un moteur à une vitesse qui contrebalance exactement celle du corps de la sonde. La synchronisation de la vitesse de rotation est effectuée à l'aide des données fournies par le senseur de Soleil. Le débit maximal obtenu en utilisant l'antenne grand gain est de 4096 bits par seconde en émission. La réception et l'émission des signaux sont prises en charge sur Terre par le réseau d'antennes Deep Space Network de la NASA de manière continue en début de mission puis de manière partielle par la suite. En complément, l'antenne de 100 de diamètre du radiotélescope d'Effelsberg (Allemagne) assure de manière partielle la réception de signaux,,.

### Contrôle d'attitude
Pour maintenir son orientation durant la mission, la sonde spatiale tourne en permanence à 60 tours par minute autour de son axe principal. Le système de contrôle d'attitude effectue éventuellement des corrections de la vitesse de rotation et de l'orientation de l'axe de la sonde. Pour déterminer son orientation, celui-ci utilise un senseur de Soleil grossier, un senseur de Soleil fin et un viseur d'étoiles qui se cale sur l'étoile Canopus. Les corrections d'orientation sont effectuées à l'aide de 3 propulseurs à gaz froid (7,7 kg d'azote) ayant une poussée de 1 newton. L'axe de la sonde est maintenu en permanence à la fois perpendiculaire à la direction du Soleil et perpendiculaire au plan écliptique,.

### Ordinateur de bord et stockage des données
L'ordinateur de bord est capable de traiter 256 commandes. Une mémoire de masse permet de stocker 500 kilobits et est utilisée notamment lorsque la sonde est en conjonction supérieure par rapport à la Terre (c'est-à-dire que le Soleil s'interpose entre la Terre et la sonde spatiale). La période de conjonction peut durer jusqu'à 65 jours.

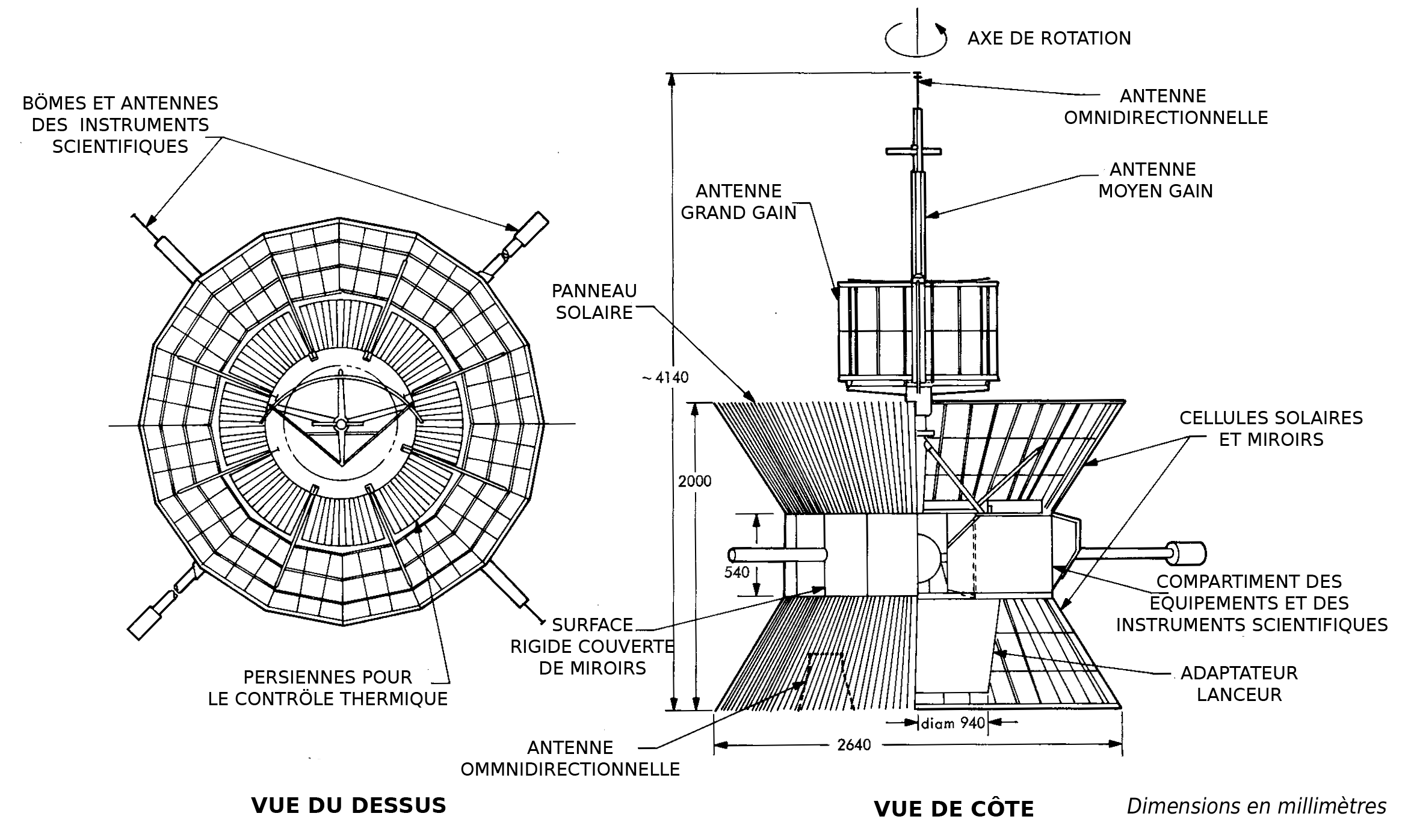
Schéma d'une sonde Helios.

### Instrumentation scientifique
Les deux sondes Helios emportent une dizaine d'instruments scientifiques :
- un détecteur de plasma développé par l'institut Max-Planck étudie les particules à basse énergie avec trois types de senseurs : un analyseur de protons et des particules alpha lorsqu'elle est comprise entre 231 eV et 16 keV, un détecteur de protons et de particules lourdes et un détecteur d'électrons. L'instrument permet de déterminer tous les paramètres importants du vent solaire : densité, vitesse, température... Les mesures sont faites toutes les minutes mais sont de 1/10 s pour la densité du flux permettant de mettre en évidence les irrégularités et les ondes de plasma... ;
- un magnétomètre à saturation (fluxgate) développé par l'université technique de Brunswick en Allemagne mesure les trois composants vectoriels du champ magnétique. L'intensité est mesurée avec une précision de 0,4 nT lorsqu'elle est inférieure à 102,4 nT et de 1,2 nT pour une intensité inférieure à 409,6 nT. Deux fréquences d'échantillonnage sont disponibles : un relevé toutes les deux secondes ou huit relevés par seconde ;
- un deuxième magnétomètre à saturation (fluxgate) développé par le Centre spatial Goddard de la NASA avec une précision de 0,1 nT autour de 25 nT, de 0,3 nT autour de 75 nT et de 0,9 nT pour une intensité de 225 nT ;
- un magnétomètre à bobine d'induction (search coil) développé par l'université technique de Brunswick mesure les fluctuations du champ magnétique dans la bande de fréquence 5 Hz-3 kHz. Une résolution spectrale est effectuée dans l'axe de rotation de la sonde spatiale ;
- un instrument de mesure du plasma du vent solaire et des ondes radio développé par l'Université de l'Iowa étudie les ondes électrostatiques et électromagnétiques dans les fréquences comprises entre 10 Hz et 2 MHz ;
- un instrument d'analyse des rayons cosmiques développé par l'Université de Kiel utilise un détecteur à semi-conducteur, un scintillateur et un compteur Tcherenkov encapsulés dans un détecteur anti-coïncidence pour déterminer l'intensité, la direction et l'énergie des protons et particules lourdes constituant ce rayonnement ;
- un instrument d'analyse des rayons cosmiques développé par le Centre spatial Goddard utilise trois télescopes à particules permettant de mesurer les caractéristiques des protons ayant une énergie comprise entre 0,1 et 800 MeV et les électrons ayant une énergie comprise entre 0,05  et   5 MeV. Un détecteur étudie par ailleurs le rayonnement X du Soleil. Les trois télescopes sont installés de manière à couvrir le plan écliptique ;
- un détecteur d'électrons développé par l'institut Max-Planck compte le nombre d'électrons et leur énergie. Le champ de vision de l'instrument est de 20° et celui-ci peut traiter des flux comprenant de 1 à 104 électrons par centimètre carré ;
- trois photomètres développés par l'Observatoire d'Heidelberg mesurant l'intensité et la polarisation de la lumière zodiacale dans l'ultraviolet et en lumière blanche à l'aide de trois télescopes dont l'axe optique fait un angle respectivement de 15, 30 et 90° avec le plan écliptique. Les observations effectuées permettent de déduire la distribution de la poussière, la taille des grains et leur nature ;
- un détecteur et analyseur de micrométéorites développé par l'institut Max-Planck permet de les détecter si la masse est supérieure à 10-15 g, de déterminer la masse et l'énergie à partir de 10-14 g et dans certains cas la composition à partir de 10-13 g. Ces mesures sont effectuées en exploitant le fait que les micrométéorites en s'écrasant sur une cible se vaporisent et s'ionisent. L'instrument sépare les ions et les électrons du plasma généré, mesure la charge électrique et en déduit la masse et l'énergie de la particule incidente. Un petit spectromètre de masse détermine la composition des ions de petite taille[14] ;
- l'expérience de mécanique céleste de l'université de Hambourg utilise les spécificités de l'orbite d'Helios pour préciser certaines mesures astronomiques : aplatissement du Soleil, vérification des effets prévus par la théorie de la Relativité générale sur l'orbite et la propagation du signal radio, amélioration des éphémérides des planètes intérieures, masse de la planète Mercure, ratio de masse Terre-Lune, densité intégrée des électrons entre la sonde spatiale et la station terrestre ;
- l'expérience sur l'effet Faraday de l'université de Bonn exploite ce phénomène physique qui affecte les ondes électromagnétiques traversant la couronne solaire pour déterminer la densité d'électrons et l'intensité des champs magnétiques dans cette région de l'espace.

## Déroulement des missions Helios

Orbites d'Helios 1 (vert) et 2 (rouge) par rapport à celles de Mercure, Vénus et la Terre.

Helios 1 est lancée le 10 décembre 1974 depuis la base de Cape Canaveral par une fusée Titan 3E/Titan dont c'est le premier vol opérationnel. Le seul essai de ce lanceur a été un échec dû à une défaillance du moteur de l'étage Centaur. Mais le lancement d'Helios 1 se déroule sans encombre et la sonde spatiale est placée sur une orbite héliocentrique de 192 jours dont le périhélie l'amène à seulement 46,5 millions de kilomètres (0,31 ua) du Soleil. Plusieurs problèmes affectent toutefois le fonctionnement d'Helios 1. Une des deux antennes souples ne parvient pas à se déployer ce qui réduit la sensibilité de l'instrument radio plasma pour la réception des ondes à basse fréquence. Lorsque l'antenne à grand gain est mise en marche, on se rend compte que ses émissions interfèrent avec l'analyseur de particules et le récepteur d'ondes radio. Pour réduire ces interférences, les communications doivent se faire avec une puissance réduite mais cette mesure impose en retour d'avoir recours sur Terre aux réseaux d'antenne de réception de grand diamètre déjà très sollicitées par les autres missions spatiales en cours. Fin février 1975, la sonde spatiale se trouve au plus près du Soleil. À l'époque, aucune sonde spatiale ne s'était approchée aussi près du Soleil. La température de nombreux composants montent à plus de 100 °C et les panneaux solaires sont mesurés à 127 °C sans que le fonctionnement de la sonde soit affecté. Toutefois, au cours du deuxième passage à proximité du Soleil qui a lieu le 21 septembre, la température atteint un pic de 132 °C et le fonctionnement de certains instruments est perturbé par la chaleur et le rayonnement.
Certaines leçons sont tirées du fonctionnement d'Helios 1 avant le lancement de la deuxième sonde Helios. Les petits moteurs utilisés pour le contrôle d'attitude sont améliorés. Des modifications sont apportées au mécanisme de déploiement de l'antenne souple et aux émissions de l'antenne grand gain. Les détecteurs de rayons X sont améliorés pour leur permettre de détecter les sursauts gamma découverts par les instruments des satellites militaires américains Vela afin de permettre des opérations de triangulation des sources de ces émissions avec d'autres satellites. Ayant constaté que la température de la sonde n'excédait pas 20 °C au plus près du Soleil, il est décidé d'adopter une orbite plus proche du Soleil en renforçant l'isolation thermique de manière à que le satellite puisse résister à une augmentation de 15 % du flux thermique. Le lancement d'Helios 2 qui doit être effectué début 1976 subit de fortes contraintes calendaires. Le pas de tir endommagé par le lancement de la sonde Viking 2 en septembre 1975 doit être remis en état et l'atterrissage de Viking sur la planète Mars doit mobiliser durant l'été 1976 le réseau d'antennes du Deep Space Network qui ne sera plus disponible pour le passage d'Helios 2 au périhélie de son orbite. Finalement, Helios 2 est lancée dans l'étroite fenêtre de tir disponible, le 10 janvier 1976, par une fusée Titan/Centaur. La sonde spatiale est placée sur une orbite de 187 jours qui la fait passer à 43,5 millions de km (0,29 ua) du Soleil. L'orientation d'Helios 2 est inversée de 180° par rapport à celle adoptée par la première sonde de manière que les détecteurs de micrométéorites réalisent leurs observations avec une couverture à 360°. Le 17 avril 1976, Helios 2 effectue son passage au plus près du Soleil en atteignant la vitesse héliocentrique record de 70 km/s. La température mesurée est de 20 °C supérieure à celle subie par Helios 1,,.
Les deux sondes font preuve d'une grande longévité. La durée de la mission primaire des deux sondes est de 18 mois mais celles-ci vont fonctionner bien plus longtemps. Le 3 mars 1980, 4 ans après son lancement, l'émetteur-radio de Helios 2 tombe en panne et malgré plusieurs tentatives, ne permet plus par la suite de récupérer des données utilisables. Le 7 janvier 1981, une commande d'arrêt est envoyée pour éviter les interférences radio éventuelles avec de futures missions. Helios 1 continue de son côté à fonctionner normalement mais ses données sont désormais collectées par des antennes de petit diamètre ne permettant qu'un débit plus faible. À compter de la 14e orbite, la dégradation de ses cellules solaires ne permet plus de collecter les données et de les transmettre simultanément sauf lorsque la sonde est proche de son périhélie. En 1984, le récepteur radio principal et de rechange tombent tous deux en panne et l'antenne grand gain n'est plus pointée vers la Terre. Les dernières données télémétriques sont reçues le 10 février 1986,.

## Résultats
Les deux sondes spatiales ont collecté des données importantes sur les processus à l'origine du vent solaire et de l'accélération des particules qui le composent, sur le milieu interplanétaire et sur les rayons cosmiques. Ces observations ont été effectuées à la fois au minimum du cycle solaire (1976) et à son maximum au début des années 1970.
L'observation de la lumière zodiacale a permis d'établir certaines propriétés de la poussière interplanétaire présente entre 0,1 et 1 ua du Soleil, telles que sa répartition spatiale, sa couleur et sa polarisation. Il a pu être établi que la poussière était plus sensible aux forces gravitationnelles qu'aux forces électromagnétiques. La quantité de poussière observée était jusqu'à 10 fois plus importante qu'aux abords de la Terre. Une distribution non homogène de celle-ci était généralement attendue du fait du passage des comètes mais les observations n'ont pas confirmé cette hypothèse. Les instruments de la sonde ont détecté de la poussière à proximité du Soleil prouvant que malgré la chaleur de l'astre, celle-ci est encore présente à 0,09 ua de distance.
Helios a également permis de collecter des données intéressantes sur les comètes en observant le passage de C/1975V1 West en 1976, C1978H1 Meir en novembre 1978 et C/1979Y1 Bradfield en février 1980. Pour cette dernière, les instruments de la sonde ont observé une perturbation du vent solaire qui s'est traduit plus tard par une césure dans la queue de la comète. L'analyseur de plasma a démontré que les phénomènes d'accélération à grande vitesse du vent solaire étaient liés à la présence de trous coronaux. Cet instrument a également détecté pour la première fois des ions d'hélium isolés dans le vent solaire. En 1981, durant le pic de l'activité solaire, les données collectées par Helios 1 à faible distance du Soleil ont permis de compléter les observations visuelles des éjections de masse coronale effectuées depuis l'orbite terrestre. Les données recueillies par les magnétomètres des deux sondes Helios complétées avec celles des sondes interplanétaires Pioneer 10, Pioneer 11, Voyager 1 et Voyager 2 ont permis de déterminer la direction du champ magnétique à des distances échelonnées du Soleil.
Les détecteurs d'ondes radio et plasma ont été utilisés pour détecter les sursauts radio et les ondes de choc associées aux éruptions solaires généralement durant le maximum solaire. Les détecteurs de rayons cosmiques ont étudié comment le Soleil et le milieu interplanétaire influençaient la propagation de ceux-ci, qu'ils soient d'origine solaire ou galactique. Le gradient des rayons cosmiques en fonction de la distance au Soleil a été mesuré. Ces observations conjuguées avec celles effectuées par Pioneer 11 entre 1977 et 1980 dans la partie externe du système solaire (12 à 23 AU du Soleil) ont permis d'obtenir une bonne modélisation de ce gradient. Le détecteur de sursauts gamma  d'Helios 2 a identifié 18 événements durant les trois premières années de fonctionnement de l'instrument dont la source a pu, pour certains, être identifiée avec l'aide de relevés effectués par des satellites en orbite terrestre. Certaines caractéristiques de la couronne solaire intérieure ont été mesurées durant les occultations. À cet effet, soit un signal radio était envoyé par la sonde spatiale vers la Terre soit la station terrestre envoyait un signal qui était renvoyé par la sonde spatiale. Les changements dans la propagation du signal découlant de la traversée de la couronne solaire ont fourni des informations sur les fluctuations de densité, les vitesses de déplacement des structures de la couronne jusqu'à 1,7 rayon solaire.

### Sources
- (en) Paolo Ulivi et David M. Harland, Robotic Exploration of the Solar System Part 1 The Golden Age 1957-1982, Chichester, Springer Praxis, 2007, 534 p. (ISBN 978-0-387-49326-8)Description détaillée des missions (contexte, objectifs, description technique, déroulement, résultats) des sondes spatiales lancées entre 1957 et 1982.
- (en) NASA, HELIOS A press kit, NASA, 1974 (lire en ligne)Dossier de presse de la NASA pour le lancement d'Helios A.
- (en) NASA et BMwF, HELIOS PROGRAM : mission definition group report, NASA, avril 1974 (lire en ligne), p. 311Cahier des charges initial de la sonde Helios
- (en) Peter Bond, Solar Surveyors : Observing the Sun from Space, Springer, 2022, 535 p. (ISBN 978-3-030-98787-9)